# Michael DeLorenzo
Michael DeLorenzo (The Bronx, 1959) è un attore statunitense.

## Filmografia parziale

### Cinema
- Saranno famosi (Fame), regia di Alan Parker (1980)
- Fatal Beauty, regia di Tom Holland (1987)
- Lo strizzacervelli (The Couch Trip), regia di Michael Ritchie (1988)
- La collina dell'onore (Platoon Leader), regia di Aaron Norris (1988)
- La notte dell'imbroglio (Diggstown), regia di Michael Ritchie (1992)
- Codice d'onore (A Few Good Men), regia di Rob Reiner (1992)
- Alive - Sopravvissuti (Alive), regia di Frank Wilson Marshall (1993)
- Cuba libre - La notte del giudizio (Judgment Night), regia di Stephen Hopkins (1993)
- Somebody to Love - Qualcuno da amare (Somebody to Love), regia di Alexandre Rockwell (1994)
- Phantoms, regia di Joe Chappelle (1998)
- Gun Shy - Un revolver in analisi (Gun Shy), regia di Eric Blakeney (2000)
- Not Forgotten, regia di Dror Soref (2009)
- La linea (The Line), regia di James Cotten (2009)
- 186 Dollars to Freedom, regia di Camilo Vila (2012)

### Televisione
- Saranno famosi – serie TV, 61 episodi (1982-1987)
- Miami Vice – serie TV, 2 episodi (1985)
- Ohara – serie TV, un episodio (1987)
- The Bronx Zoo – serie TV, (1987)
- The Tracey Ullman Show – serie TV, un episodio (1987)
- Crime Story – serie TV, un episodio (1987)
- Tutti al college (A Different World) – serie TV, un episodio (1988)
- Segni particolari: genio (Head of the Class) – serie TV, 47 episodi (1989-1991)
- Le avventure di Brisco County Jr. (The Adventures of Brisco County, Jr.) – serie TV, un episodio (1993)
- New York Undercover – serie TV, 77 episodi (1994-1997)
- Resurrection Blvd. – serie TV, 48 episodi (2000-2002)
- Crossing Jordan – serie TV, un episodio (2005)
- CSI: NY – serie TV, un episodio (2006)
- Numb3rs – serie TV, un episodio (2007)
- Ghost Whisperer - Presenze (Ghost Whisperer) – serie TV, un episodio (2007)
- CSI: Miami – serie TV, un episodio (2008)
- Blue Bloods – serie TV, un episodio (2016)
- When We Rise – serie TV, un episodio (2017)
- S.W.A.T. – serie TV, un episodio (2022)

## Doppiatori italiani
Nelle versioni in italiano delle opere in cui ha recitato, Michael DeLorenzo è stato doppiato da:
- Fabrizio Vidale in New York Undercover, Blue Bloods
- Marco Guadagno in Saranno famosi (st. 1)
- Gianluca Tusco in Miami Vice
- Diego Sabre in Segni particolari: genio (st. 3-5)
- Fabrizio Manfredi in Codice d'onore
- Simone Mori in Gun Shy - Un revolver in analisi
- Fabio Boccanera in Resurrection Blvd.
- Pasquale Anselmo in CSI: NY
- Francesco Pannofino in Ghost Whisperer - Presenze
- Giorgio Lopez in CSI: Miami
- Luigi Ferraro in Not Forgotten
- Enrico Di Troia in La linea
- Luca Ciarciaglini in S.W.A.T.